# Wilhelmshausen

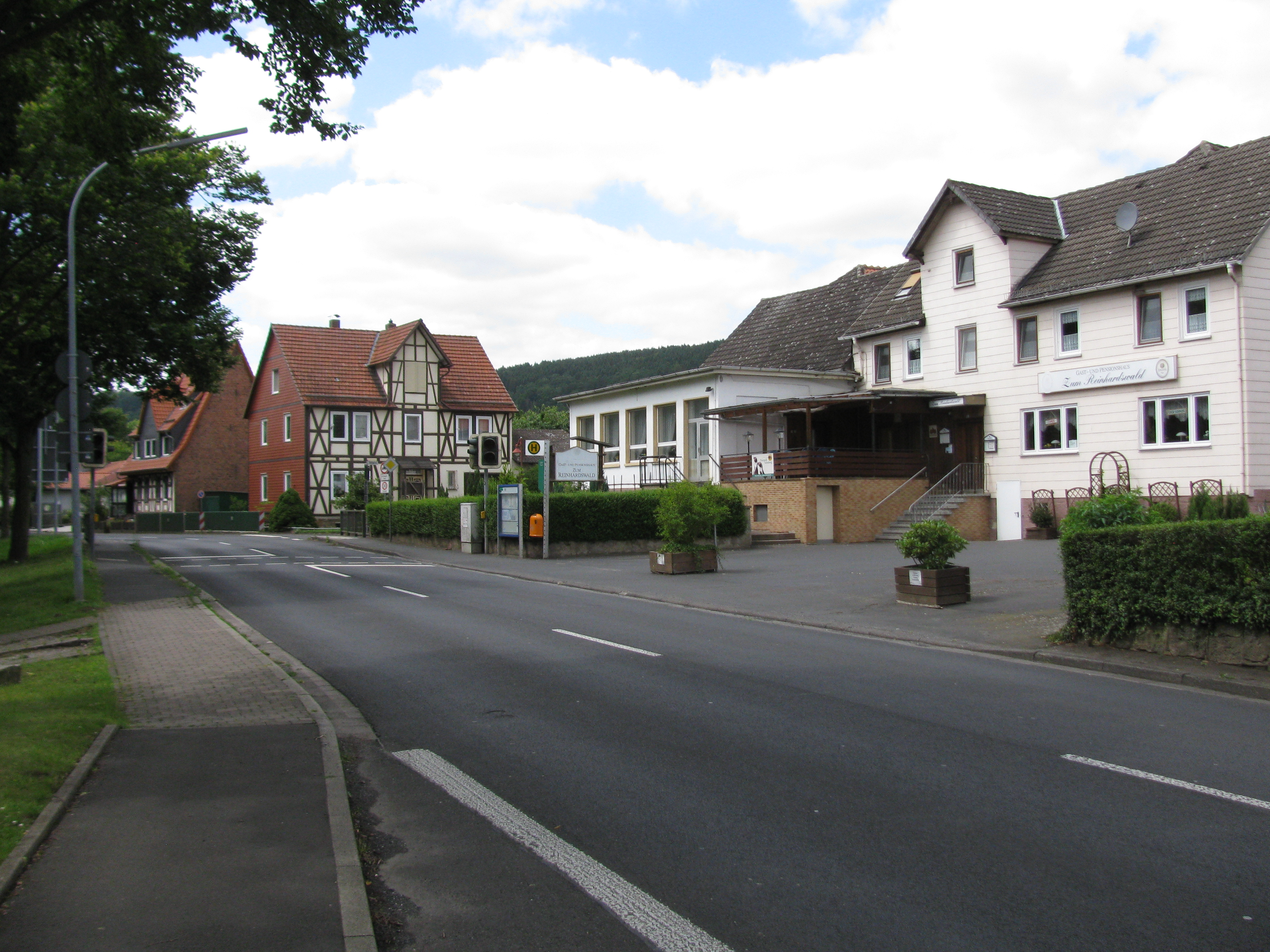
Ortsansicht in Wilhelmshausen

Wilhelmshausen ist der nordöstlichste Ortsteil der Gemeinde Fuldatal im nordhessischen Landkreis Kassel.

## Geografische Lage

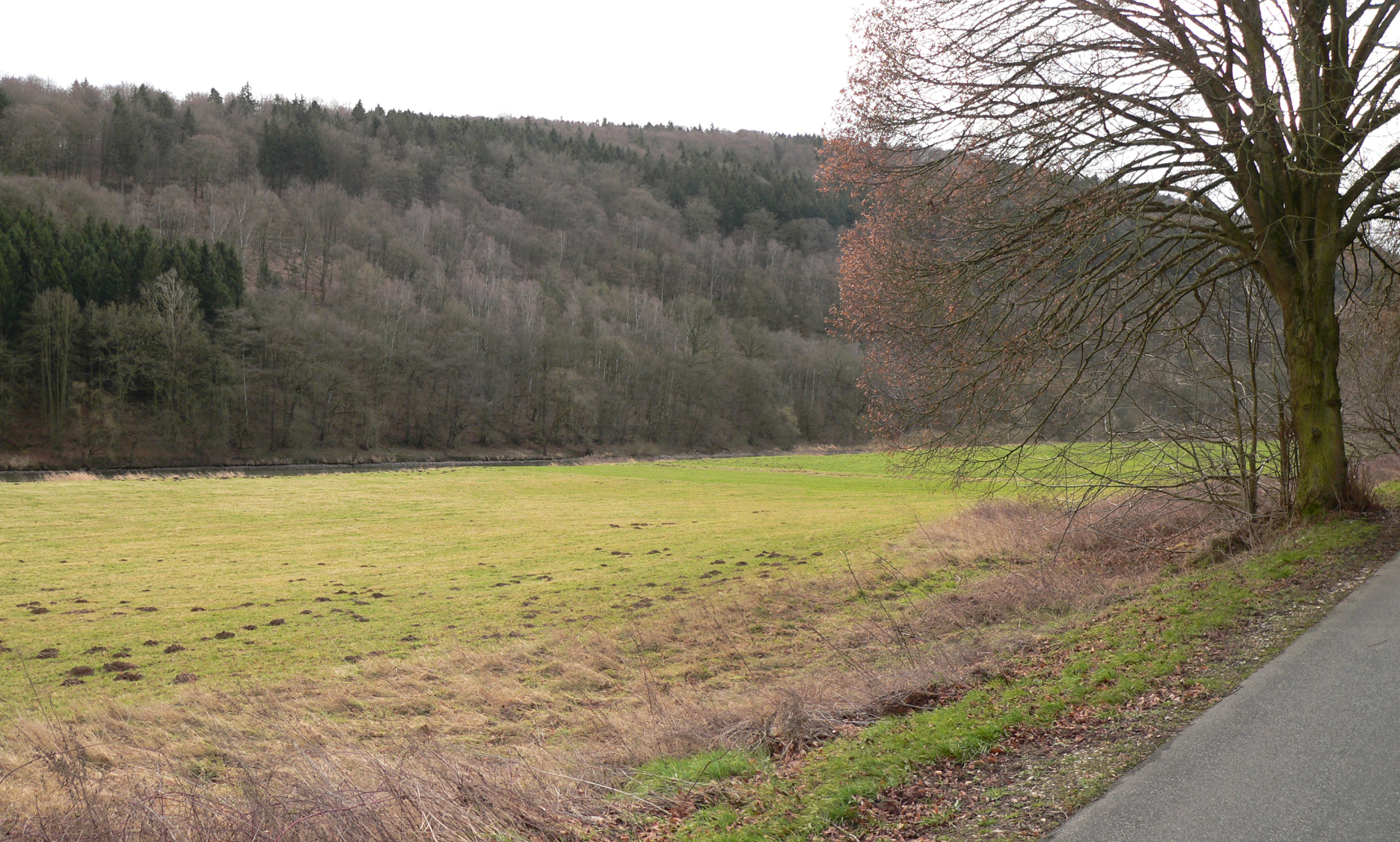
Flusstal der Fulda bei Wilhelmshausen

Wilhelmshausen liegt an der Südabdachung des Reinhardswalds am Nordufer der Fulda. Durch das Dorf fließt der Mühlbach und am Ostrand, welcher der nordöstlichen Gemeindegrenze entspricht, der Elsterbach; beide entspringen nördlich am Gahrenberg und münden in die Fulda.

## Geschichte
Der Siedlungsplatz Wilhelmshausen ging aus dem 1150 erstmals urkundlich erwähnten Benediktinerinnen-Kloster Wahlshausen hervor. In diese Zeit fällt auch der Bau der romanischen Marienbasilika. 1293 erfolgte die Übertragung an das Zisterzienserkloster Hardehausen, das den in den Folgejahren eingegangenen Konvent zunächst 1310 aus Riddagshausen und 1320 aus dem eigenen Haus mit Mönchen neu belegte. Mit Einführung der Reformation in der Landgrafschaft Hessen 1526 wurde das Kloster aufgehoben und der Besitz von Landgraf Philipp eingezogen.
Im Jahr 1572 vergab Landgraf Wilhelm IV. von Hessen-Kassel die ehemaligen Klosterländereien systematisch an Neusiedler. Seitdem trägt der Ort den Namen Wilhelmshausen. Nach dem Dreißigjährigen Krieg entstand die Siedlung Am Berge, wo anfangs vor allem die ärmere Bevölkerungsschicht wohnte.
Im Zuge der Gebietsreform in Hessen entstand am 1. Januar 1970 durch den freiwilligen Zusammenschluss der bis dahin selbständigen Gemeinden Ihringshausen, Simmershausen, Wahnhausen, Knickhagen und Wilhelmshausen die Gemeinde Fuldatal.
Dadurch wurde Wilhelmshausen ein Ortsteil der Großgemeinde Fuldatal. Sitz der Verwaltung wurde Ihringshausen.
Bis 1988 gab es eine Fähre über die Fulda. Auf der ursprünglich von einer Seilfähre betriebenen Strecke wurde ab 1928 die PKW-Fähre Wilhelmshausen eingesetzt. Dieses Fährschiff ist heute als Personen- und Fahrradfähre Amanda auf der Weser bei Bad Oeynhausen im Einsatz.

## Sehenswürdigkeiten
An Sehenswürdigkeiten bietet Wilhelmshausen vor allem die rekonstruierte romanische Kirche („Marienbasilika“), die zum ehemaligen Kloster Wahlshausen gehört.
Besuchenswert ist das Naturschutzgebiet Termenei, das mit bedeutendem Heide-Vorkommen westlich am Steinkopf liegt.

## Infrastruktur

### Öffentliche Einrichtungen
Der Ort besitzt ein Dorfgemeinschaftshaus und einen Kindergarten.

### Verkehr
Die Hauptverkehrsader in Wilhelmshausen ist die „Mündener Straße“, die als Bundesstraße 3 die nahe Großstadt Kassel im Südwesten mit der Mittelstadt Hann. Münden im Nordosten verbindet. Zudem führen die ineinander übergehenden Landesstraßen 3233 und 3239 in Richtung Nordwesten vorbei am Steinkopf nach Holzhausen, einem Stadtteil von Immenhausen. Von dieser Straße zweigt die Kreisstraße 40 in Richtung Süden zum am Osterbach gelegenen Gemeindeteil Knickhagen ab.
An der Fulda befindet sich die Staustufe Wilhelmshausen.
Früher hatte Wilhelmshausen im Süden einen Haltepunkt an der 1856 errichteten Hannöverschen Südbahn.